# Ondřejov (Rýmařov)

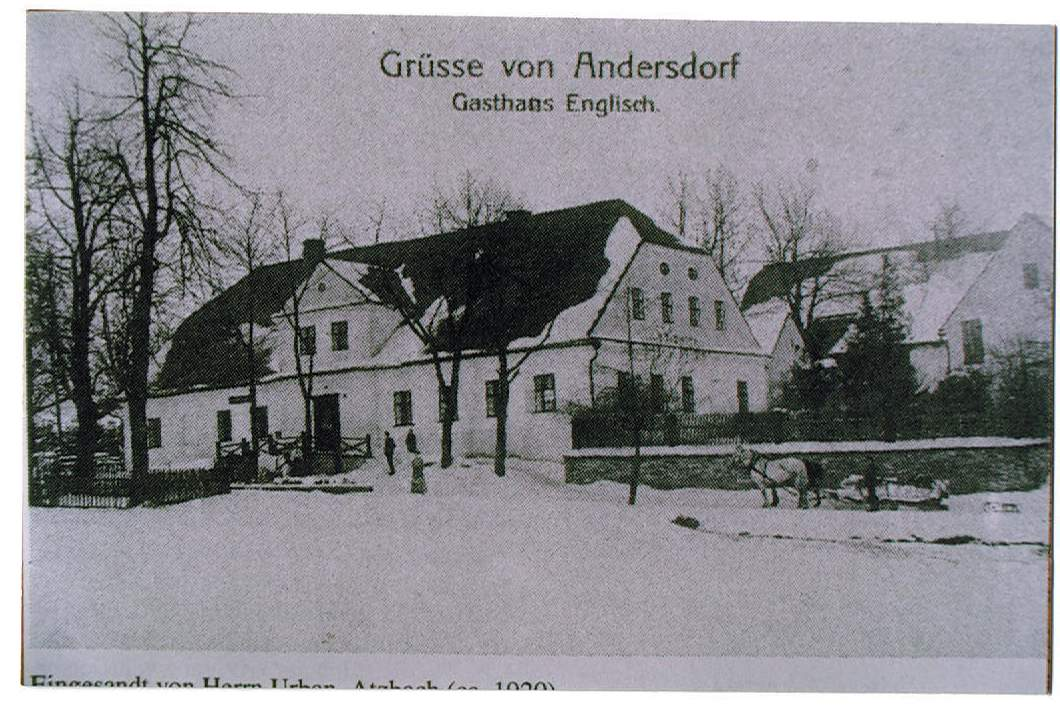
Historische Ansicht des Gasthofs Andersdorf

Ondřejov (deutsch Andersdorf) ist ein Ortsteil von Rýmařov (deutsch Römerstadt) im Okres Bruntál im mährischen Moravskoslezský kraj der Tschechischen Republik.

## Geographische Lage
Ondřejov liegt in den Sudeten im Tal des Podolskybachs (Podolský potok) zwischen den Berghängen des Niederen Gesenkes (Nízký Jeseník) und Altvatergebirges (Hrubý Jeseník), etwa 50 km nördlich der Stadt Olmütz.

## Geschichte
Das Dorf wird zum ersten Mal im Jahr 1398 als Teil des Gutes Rabštejn erwähnt.
Ab 1938/39 lag Andersdorf als eine selbstständige Gemeinde im Reichsgau Sudetenland, Landkreis Römerstadt, Regierungsbezirk Troppau. Hier lebten im Jahre 1939 488 Einwohner. Nach Ende des Zweiten Weltkrieges 1945 mussten die meisten deutschen Bewohner des Ortes diesen zwangsweise räumen und die Tschechoslowakei für immer verlassen. Die Gemeinde wurde nach Markoušovice eingemeindet. Letzterer Ort wurde wiederum 1976 nach Velké Svatoňovice eingemeindet.

## Söhne und Töchter des Ortes
- Franz Kindermann (1823–1894), Politiker
- Otto Kindermann (1863–?), Politiker